# 3-й армійський корпус (Румунія)
3-й армійський корпус (Румунія) (рум. Corpul 3 Armată (România) — військове з'єднання, армійський корпус Королівської румунської армії, який брав участь у німецько-радянській війні з 1941 до 1945 рік.

## Історія з'єднання

### Операція «Мюнхен»
3-й армійський корпус брав участь в операції «Мюнхен», діючи на центральному (кишинівсько-тираспольському) напряму фронту. Корпус входив до складу 4-ї румунської армії корпусного генерала Ніколае Чуперке і був північним крилом армії, маючи сусідом ліворуч LIV армійський корпус 11-ї німецької армії, а праворуч — 5-й румунський корпус.
О 16:45 2 липня, діючи лише силами 35-ї резервної піхотної дивізії, що була в першому ешелоні, корпус розпочав форсування річки Прут. Це відбувалося під наглядом генерала Іона Антонеску, який був з інспекцією в цьому районі. 67-му піхотному полку вдалося переправити два батальйони на східний берег річки та зайняти пагорб Костулень, втративши під час операції лише одну людину. Увечері 6-та рота мостових інженерів почала будувати міст. Наступного дня 55-й піхотний полк також форсував річку, як і кілька артилерійських дивізіонів. 35-та дивізія розширила плацдарм, не зустрічаючи особливого опору, і вступила в контакт з німецькими військами ліворуч від нього. 15-та піхотна дивізія форсувала річку 4 липня і зуміла переправити на протилежний берег до вечора 25-й піхотний полк на лівому фланзі та 10-й полк «Ванаторі» на правому фланзі в Обілені та Серетені.
Перед румунським 3-м корпусом стояли частини радянської 95-ї стрілецької дивізії та 2-го кавалерійського корпусу (5-та та 9-та кавалерійські дивізії). 5 липня ці сили здійснили кілька атак. 35-та дивізія відбила радянський штурм біля Бретулень, а 15-та дивізія витримала два таких удари. Перший відбувся близько 12:00 поблизу Белеурешть, на лівому крилі 25-го піхотного полку, де закріпився 3-й батальйон, але завдяки артилерійській підтримці контратака противника була відбита. У другій половині дня дві радянські стрілецькі роти атакували позиції 3-го батальйону/10-го полку «Ванаторі», розташованого на правому фланзі. Атаку було відбито, і дві роти були майже повністю знищені. Лише 8 вцілілих було взято в полон.
6 липня генерал Василе Атанасіу, командир 3-го корпусу, вирішив також ввести в перший ешелон свою 11-ту піхотну дивізію. Частини дивізії зайняли позицію праворуч від 15-ї дивізії та північніше 5-го корпусу, який намагався прорвати фронт у Тіганці та прорватися з плацдарму.
7 липня 3-й корпус отримав бойовий наказ наступати на напрямку Лапушна — Хинчешти — Кишинів. Для цього 35-та резервна піхотна дивізія почала наступ у двох напрямках: у напрямку Верзерешть — Шендрень — Ворнічень і на Келераш, а 11-та дивізія — у напрямку Леушень — Керпінень — Серата-Галбене, із завданням зайняти західний берег Лапушної бухти.
Втім, радянські війська, що оборонялися на цьому відтинку, чинили серйозний спротив і в результаті 9 липня 1941 3-й корпус зупинив наступ 11-ї і 15-ї піхотних дивізій і перейшов до оборони. Радянські війська продовжували тиск на 35-ту резервну піхотну дивізію, а бойова авіаційна група мала здійснити понад 80 бойових вильотів і скинути 22,25 тонни бомб на її ділянці, щоб дезорганізувати зосередження військ противника. Наступного дня генерал Іон Антонеску вирішив відвести північну групу дивізії від Келераші і передав цей сектор німецькій 72-й піхотній дивізії. 15-та піхотна дивізія з'єдналася з дивізією, якій загрожували. Також для підсилення 3-го корпусу командувач 4-ї армії передав йому прикордонну дивізію і 7-му кавалерійську бригаду. 11 липня позиції 15-ї піхотної дивізії було масовано атаковано червоноармійцями. Головний удар прийняв на себе 35-й піхотний полк, що бився західніше від Лапушної, і протистояв радянському полку, підтриманому 4 артилерійськими дивізіонами. 12 липня 25-й піхотний полк контратакував радянські війська, що проникли в напрямку Лапушни, і змусив їх у безладді відступити в напрямку Хинчешти, захопивши близько 250 військовополонених.
13 липня, скориставшись переломом у ситуації і тим, що радянські війська навпроти 3-го корпусу почали відступати в напрямку Кишиніва, румунські частини почали переслідування Червоної армії. Наступного дня, 5-й румунський корпус форсував південніше річку Прут та розпочав переслідування відступаючих радянських військ, які на фоні загрози оточення головних сил 9-ї армії в південній Бессарабії, намагалися уникнути мішка та відійти за рубіж старого кордону по річці Дністер.
Того ж дня німецько-румунські війська розпочали з трьох напрямків одночасний наступ на столицю Молдови — Кишинів. О 03:30 16 липня 1-ша танкова дивізія двома групами — західна та східна — почала наступ на місто. Близько 8:30 передові підрозділи дивізії увірвалися в Кишинів, у місті спалахнули осередки вуличних боїв, ближче до вечора до міста прорвалися передові підрозділи німецьких 50-ї та 72-ї піхотних дивізій, які у взаємодії з румунами до кінця доби зачистили Кишинів від Червоної армії. Наступного дня з метою відбити столицю Молдови 9-та армія частиною сил 48-го стрілецького корпусу провела контрудар по бєльцькому угрупованню, а 2-м кавалерійським корпусом, частиною сил 15-ї моторизованої і 95-ї стрілецької дивізій — по кишинівському угрупованню. Однак контрудар мети не досяг, звільнити Кишинів не вдалося. Німецько-румунські війська, відбивши контратаку, продовжили рух далі на схід і 17 липня вийшли на Дністер.
Падіння Кишинева та опанування німецько-румунськими військами північної і центральної Молдови означало кінець важливих боїв у Бессарабії. Група армій «Антонеску» була розформована. Німецька 11-та армія прийняла під своє командування численні румунські формування: 3-ю армію (Кавалерійський та Гірський корпуси) та 4-й корпус (6-та, 8-ма, 13-та та 14-та піхотні дивізії). Під командуванням румунського Генерального штабу та генерала Антонеску залишилася група «Маттенклохт» (румунська 5-та та 15-та піхотні та 1-ша танкова дивізії), 4-та армія з 3-м корпусом (11-та та 35-та піхотні та прикордонна дивізії) та 5-й корпус (21-ша піхотна та гвардійська дивізії, 17-й піхотний полк) на першій лінії та 7-ма піхотна дивізія в другій. 3-тя піхотна дивізія та 7-ма кавалерійська бригада утворили резерв румунського Генерального штабу.

## Склад корпусу
на червень 1941
- 11-та піхотна дивізія;
- 15-та піхотна дивізія;
- 35-та резервна дивізія;

на серпень 1944
- 2-га піхотна дивізія;
- 15-та піхотна дивізія;
- 110-та піхотна бригада